# Phaenocarpa flavomandibula
Phaenocarpa flavomandibula är en stekelart som beskrevs av Bhat 1979. Phaenocarpa flavomandibula ingår i släktet Phaenocarpa och familjen bracksteklar. Inga underarter finns listade i Catalogue of Life.